# Warbende (Möllenbeck)
Warbende ist eine Siedlung der Gemeinde Möllenbeck im Landkreis Mecklenburgische Seenplatte in Mecklenburg-Vorpommern.

## Geografie
Der Ort liegt vier Kilometer nordnordwestlich von Möllenbeck. Zur Gemarkung Warbende zählt eine Fläche von 901 Hektar. Die Nachbarorte sind Cammin im Norden, Gramelow und Quadenschönfeld im Nordosten, Quadenschönfeld Bahnhof, Flatow und Möllenbeck im Südosten, Watzkendorf im Süden, Friedrichsfelde und Warbende Ausbau im Südwesten, Blankensee im Westen sowie Hasenhof und Tiedtshof im Nordwesten.

## Benennung
Warbende ist 1299 erstmals als Werben belegt, ein ursprünglich slawischer Name, abgeleitet von slaw. virba „Weidenbaum“, der später irrtümlich zu Warbende berichtigt wurde.